# روبرت فيشر (سياسي كندي)
روبرت فيشر هو سياسي كندي، ولد في 9 يونيو 1937 في إيرما في كندا. حزبياً، نشط في الرابطة التقدمية المحافظة في ألبرتا ‏. وقد انتخب عضو الجمعية التشريعية ألبرتا.